# Centro Federal de Educação Tecnológica Celso Suckow da Fonseca
Het Centro Federal de Educação Tecnológica Celso Suckow da Fonseca (Cefet-RJ), het "Federale Centrum voor Technologische Opvoeding Celso Suckow da Fonseca", is een universiteit in Rio de Janeiro (Brazilië). De universiteit werd opgericht op 23 september 1909 onder de naam Scola de Aprendizes Artífices.